# Xian H-6
Le Xian H-6 (轰-6; Hōng-6) est une copie sous licence du bombardier soviétique Tupolev Tu-16 construite pour la Force aérienne chinoise.
Le premier Tu-16 est livré à la Chine en 1958. La compagnie Xian signe un contrat de construction sous licence du bombardier à la fin des années 1950. Le premier Tu-16 chinois, désigné localement « H-6 » effectue son premier vol en 1959. Sur les 150 appareils construits dans les usines de la Xi'an Aircraft Industrial Corporation en 2008, on estime qu'environ 120 sont encore en service en Chine . Toujours en production, en novembre 2020, un chiffre de 231 en service est avancé, en septembre 2023, une autre source indique 176.

## Histoire

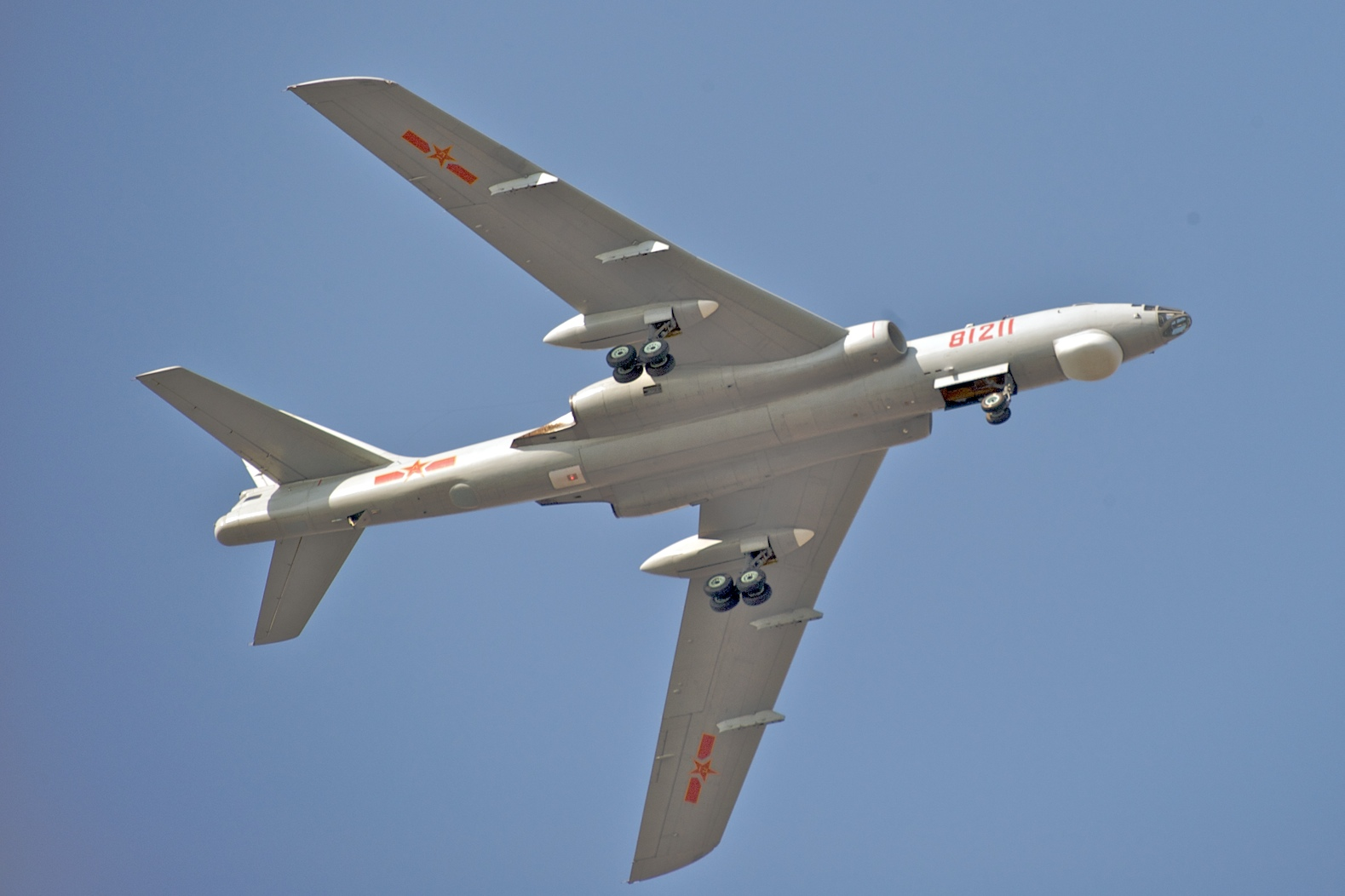
Un H-6M de la force aérienne chinoise.

Les premiers bombardiers H-6 produits par l'industrie de l'armement de la République populaire de Chine sont terminés en 1968. Les premières preuves d'entraînement au bombardement sont enregistrées par des satellites espions américains le 18 août 1973. En mars 1974, d'après les estimations de la CIA, 32 appareils sont opérationnels et 19 sont en cours de finition.
Neuf bombes nucléaires ont été larguées par des H-6 au-dessus du centre d'essais de Lob Nor. Il semble néanmoins que le rôle du H-6 dans la force de dissuasion nucléaire chinoise ait décliné au bénéfice des forces de missiles stratégiques. Dès 1976, la CIA estime que les H-6 ont vu leur rôle être diversifié et ouvert aux missions de bombardement conventionnel. On estime, en 2013, à une vingtaine le nombre de bombardiers ayant des missions nucléaires.
Il devrait être remplacé par le HH-20, en cours de développement en 2024.

## Utilisateurs
Chine
- Force aérienne chinoise & Aéronavale chinoise : 80 à 120 appareils modernisés en service en 2008, plus de 230 en 2020 selon une estimation.

 Égypte
- Force aérienne égyptienne : quelques H-6 ont été acquis au milieu des années 1970. Les derniers ont été retirés en 2000

 Irak
- Force aérienne irakienne : quatre H-6 ont été acquis en 1988[8]. Ils ont tous été détruits pendant la guerre du Golfe.

## Versions
- Xian H-6 - bombardier chinois, version sous licence du Tupolev Tu-16[2]. Un prototype effectue le premier essai nucléaire aérien chinois à Lop Nor, le 14 mai 1965.
- Xian H-6A - bombardier nucléaire[2]
- Xian H-6C - version améliorée du H-6A avec de meilleures capacités de guerre électronique
- Xian H-6D (H-6-IV) - bombardier avec des capacités antinavires de la marine chinoise, armé de deux missiles antinavires YJ-6 (C-601/CAS-1 Kraken). Une version plus moderne, le H-6J pouvant porter quatre missiles antinavires YJ-8 (C-801) a été développée[9].
- Xian H-6E - Bombardier nucléaire stratégique entré en service dans les années 1980.
- Xian H-6F - Versions modernisées des H-6A et H-6C dans les années 1990 avec des nouveaux systèmes de navigation intégrés avec GPS et un nouveau radar doppler.
- Xian H-6H - Version développée à la fin des années 1990 armée de deux missiles de croisière KD-63. Les premiers tests réussis ont eu lieu en 2002 et on estime une entrée en service opérationnelle vers 2004-2005.
- Xian H-6K - Version non confirmée signalée par Jane's et d'autres sources d'information en septembre 2006[10]

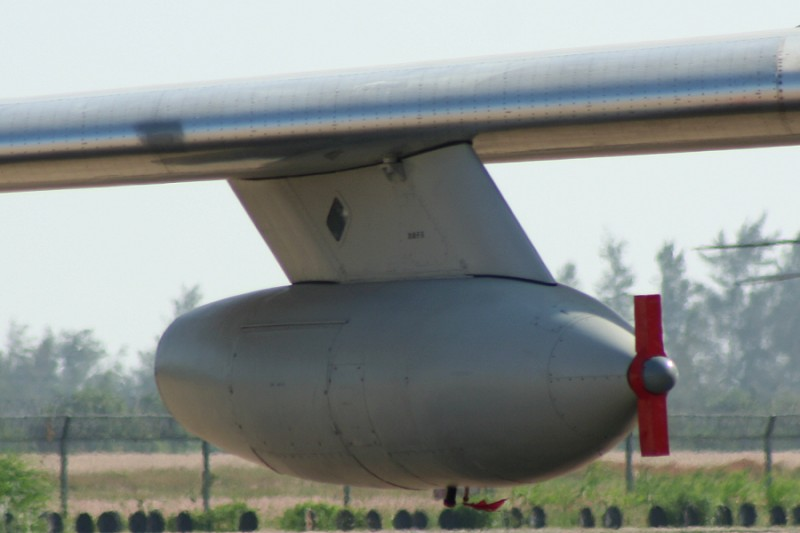
Pod de ravitaillement sous l'aile d'un H-6U

- Xian H-6U - Version de ravitaillement en vol de la force aérienne chinoise avec deux fuseaux de ravitaillement sous les ailes[11]
- Xian H-6DU - Conversion de H-6D de la marine en ravitailleur.
- Xian H-6M - Version pouvant porter jusqu'à 4 missiles de croisières anti-surface YJ-83 (C-803)[12]. On pense que la production de cette récente version, qu'on dit équipée de radar de suivi de terrain aurait été reprise en 2006[10].
- Xian H-6 d'essai - Le H-6 « 086 » a été utilisé pendant près de vingt ans comme appareil d'essai de réacteurs avant d'être remplacé par un Iliouchine Il-76.

## voir aussi

### Développement lié
- Tupolev Tu-16

### Aéronefs comparables
- Vickers Valiant